# Exolontha ringenbachi
Exolontha ringenbachi är en skalbaggsart som beskrevs av Keith 2008. Exolontha ringenbachi ingår i släktet Exolontha och familjen Melolonthidae. Inga underarter finns listade i Catalogue of Life.